# Carl Christian Mez
Pour les articles homonymes, voir Mez.
Carl Christian Mez est un botaniste allemand, né le 26 mars 1866 à Fribourg-en-Brisgau et mort le 8 janvier 1944 dans cette même ville.

## Biographie
Carl Mez est issu d’une famille d’industriels de Fribourg. Il est le petit-fils de l’homme politique Carl Mez (de) (1808-1877). Adolescent, élève dans un gymnasium, il s’intéresse à la botanique et fait paraître un article sur un hybride du genre Inula.
Il étudie d’abord dans l’université de sa ville natale de 1883, à 1884 avant de partir à Berlin. Il revient à Fribourg en 1886. Il soutient une thèse sur les Lauraceae à Berlin. Après avoir reçu son habilitation, Mez travaille brièvement au musée de botanique de Berlin avant de devenir Privatdozent à Breslau à partir de 1890. En 1900, Mez devient professeur titulaire de systématique végétale et de pharmacognosie à l’université Martin-Luther de Halle-Wittemberg à Halle. En 1910, il est nommé professeur de physiologie végétale et dirige le jardin botanique près de Königsberg (Prusse). Il est nommé professeur émérite en 1935.
Mez est le fondateur et le directeur de Botanisches Archiv jusqu’en 1938. Il se consacre principalement à la systématique et la physiologie végétale, surtout de la famille des Lauraceae. En outre, il a travaillé sur les champignons et notamment sur la mérule pleureuse.

## Liste partielle des publications
- Lauraceae Americanae, monographice descripsit / - Berlin, 1889. Jahrbuch des königlichen botanischen Gartens und des botanischen Museums; Bd. 5
- Das Mikroskop und seine Anwendung : ein Leitfaden bei mikroskopischen Untersuchungen für Apotheker, Aerzte, Medicinalbeamte, Techniker, Gewerbtreibende, etc.- 8., stark verm. Aufl. - Berlin : 1899
- Myrsinaceae - Leipzig [u.a.] : 1902
- Mikroskopische Untersuchungen, vorgeschrieben vom Deutschen Arzneibuch : Leitfaden für das mikroskopisch-pharmakognostische Praktikum an Hochschulen und für den Selbstunterricht - Berlin : 1902
- Theophrastaceae - Leipzig [u.a.] : 1903
- Carl Mez. Additamenta monographica 1904. // Bull.Herb.Boissier.Sér.2. Vol. V (2), pp. 100 sq - Genève : 1905
- Der Hausschwamm und die übrigen holzzerstörenden Pilze der menschlichen Wohnungen : ihre Erkennung, Bedeutung und Bekämpfung - Dresden : 1908
- Die Haftung für Hausschwamm und Trockenfäule : eine Denkschrift für Baumeister, Hausbesitzer und Juristen … - Berlin : 1910
- Zur Théorie der Sero-Diagnostik - Berlin : Dt. Verl.-Ges. für Politik und Geschichte, 1925
- Drei Vorträge über die Stammesgeschichte der Pflanzenwelt mit 1 Stammbaum des Pflanzenreichs / 1925
- Theorien der Stammesgeschichte - Berlin : Deutsche Verl.-Ges für Politik und Geschichte, 1926
- Versuch einer Stammesgeschichte des Pilzreiches - Halle (Saale) 1928
- Bromeliaceae - Leipzig 1935